# Archidiecezja Pesaro
Archidiecezja Pesaro (łac. Dioecesis Pisaurensis) – archidiecezja Kościoła rzymskokatolickiego we Włoszech, w regionie kościelnym Marche.
Została erygowana jako diecezja w III wieku. 11 marca 2000 została podniesiona do rangi metropolii.